# 小行星8276
小行星8276（英語：8276 Shigei）是一颗围绕太阳公转的小行星。1991年3月17日，大友哲、村松修在藤枝市发现了此天体。
这颗小行星的绝对星等为284.3840422014904等。